# Sidrack Marinho dos Santos
Sidrack Marinho dos Santos (Ilhéus, 20 luglio 1953) è un ex arbitro di calcio brasiliano, internazionale dal 1994 al 1998.

## Carriera
Attivo a livello statale dal 1992, dallo stesso anno ha diretto in Série A. È stato affiliato sia alla CBF che alla Federazione Sergipana. Ha arbitrato la finale del Campeonato Brasileiro Série A 1995, del 1996 e del 1997. Ha poi diretto la finale della Coppa del Brasile 1996, nonché quella del 1998. Tra i suoi risultati più rilevanti negli incontri internazionali si annoverano la presenza in tre edizioni della Copa Libertadores e la direzione di varie partite tra Nazionali. Ha partecipato alle qualificazioni al campionato mondiale di calcio 1998 per la CONMEBOL, arbitrando due partite.